# والیبال در المپیک تابستانی ۲۰۱۲
مسابقات والیبال در المپیک ۲۰۱۲ ۱۷ ژوئیه تا ۱۲ اوت (۲۷ تیر تا ۲۲ مرداد ۱۳۹۱)برگزار شد. مسابقات والیبال داخل سالن در ورزشگاه نمایشگاه ارلز کورت برگزار شد، و والیبال ساحلی در هورس گاردز پرید برگزار شد.

## رخدادها
مدال‌ها در چهار پخش زیر توزیع شد:
- والیبال مردان (۱۲ تیم)
- والیبال زنان (۱۲ تیم)
- والیبال ساحلی مردان (۲۴ تیم)
- والیبال ساحلی زنان (۲۴ تیم)

## روش انتخابی
کمیتهٔ المپیک به تیم میزبان اجازه ورود یک تیم والیبال مردان، یک تیم زنان در بخش سالنی و ۲ تیم برای هر یک از بخش مردان و زنان والیبال ساحلی را داد.

### مردان
| روش انتخاب                    | تاریخ                     | ورزشگاه                          | مجوز | منتخبان                |
| ----------------------------- | ------------------------- | -------------------------------- | ---- | ---------------------- |
| کشور میزبان                   | —                         | —                                | ۱    | بریتانیای کبیر         |
| جام‌جهانی والیبال ۲۰۱۱         | ۲۰ نوامبر – ۴ دسامبر ۲۰۱۱ | ژاپن                             | ۳    | روسیه · لهستان · برزیل |
| مسابقات انتخابی آفریقا        | ۱۷-۲۱ ژانویه ۲۰۱۲         | یواندی, کامرون                   | ۱    | تونس                   |
| گزینشی مردان برای المپیک      | ۷-۱۲ می ۲۰۱۲              | لانگ بیچ، ایالات متحده           | ۱    | ایالات متحده آمریکا    |
| گزینشی مردان-اروپا            | ۸ تا ۱۳ می ۲۰۱۲           | صوفیه، بلغارستان                 | ۱    | ایتالیا                |
| مسابقات انتخابی آمریکای جنوبی | ۱۱ تا ۱۳ می ۲۰۱۲          | آلمرانته براون پارتیدو، آرژانتین | ۱    | آرژانتین               |
| مسابقات انتخابی جهانی ۱       | ۱-۱۰ جون ۲۰۱۲             | توکیو, ژاپن                      | ۱    | صربستان                |
| مسابقات انتخابی آسیا          | ۱-۱۰ جون ۲۰۱۲             | توکیو, ژاپن                      | ۱    | استرالیا               |
| مسابقات انتخابی جهانی ۲       | ۸ تا ۱۰جون ۲۰۱۲           | برلین، آلمان                     | ۱    | بلغارستان              |
| مسابقات انتخابی جهانی ۳       | ۸ تا ۱۰جون ۲۰۱۲           | ورونا، ایتالیا                   | ۱    | آلمان                  |
| مجموع                         | مجموع                     | مجموع                            | ۱۲   |                        |

### زنان
| روش انتخابی                     | تاریخ                | ورزشگاه           | مجوز | منتخب                               |
| ------------------------------- | -------------------- | ----------------- | ---- | ----------------------------------- |
| کشور میزبان                     | —                    | —                 | ۱    | بریتانیای کبیر                      |
| جام‌جهانی ۲۰۱۱                   | ۴ تا ۱۹ نوامبر ۲۰۱۱  | ژاپن              | ۳    | ایتالیا · ایالات متحده آمریکا · چین |
| مسابقات انتخابی آفریقا          | ۲ تا ۴ فوریه ۲۰۱۲    | بیلدا، الجزایر    | ۱    | الجزایر                             |
| مسابقات گزینشی زنان             | ۲۷آپریل تا ۶ می ۲۰۱۲ | تیخوانا، مکزیک    | ۱    | دومینیکن                            |
| گزینشی زنان اروپا               | ۱–۶ می ۲۰۱۲          | استانبول، ترکیه   | ۱    | ترکیه                               |
| مسابقات انتخابی آمریکا          | ۸ تا ۱۴ می ۲۰۱۲      | سائوپائولو، برزیل | ۱    | برزیل                               |
| مسابقات گزینش چهانی زنان ۲۰۱۲   | ۱۹–۲۷ می ۲۰۱۱        | توکیو، ژاپن       | ۳    | روسیه · کرهٔ جنوبی · صربستان         |
| مسابقات گزینشی المپیک-زنان ۲۰۱۲ | ۱۹–۲۷ می ۲۰۱۱        | توکیو، ژاپن       | ۱    | ژاپن                                |
| مجموع                           | مجموع                | مجموع             | ۱۲   |                                     |

##### نحوه انتخاب تیم‌ آسیایی
- طبق قوانین، مسابقات گزینشی آسیا، با مسابقات گزینشی جهانی برگزار می‌شود و تیم برتر آسیایی، به جز تیم اول، به مسابقات المپیک راه خواهد یافت.

### والیبال ساحلی
مردان
| روش گزینشی                                                                 | محل برگزاری | گزینش‌شده                                                                                                  |
| -------------------------------------------------------------------------- | ----------- | --- |
| رده‌بندی جهانی اف‌آی‌وی‌بی برای والیبال ساحلی (تا ۱۷ جون ۲۰۱۲)                 | ۱۶          | برزیل آمریکا آلمان هلند لهاستان آمریکا برزیل آلمان اسپانیا چین سوئیس جمهوری چک لتونی ایتالیا سوئیس        |
| مسابقات قهرمانی والیبا ساحلی قاره‌ایی ۲۰۱۱-۱۲ (تا ۲ ژوئیه ۲۰۱۲ تعیین می‌شود) | ۵           | ونزوئلا (آمریکای جنوبی) آفریقای جنوبی (آفریقا) کانادا (آمریکای شمالی) ژاپن (آسیا، اقیانوسیه) نروژ (اروپا) |
| قهرمانی جهانی والیبال ساحلی آخرین گزینشی جهانی (۲۶جون-۱ ژوئیه ۲۰۱۲)        | ۲           | اتریش روسیه                                                                                               |
| کشور میزبان (بریتانیای کبیر)                                               | 1           | بریتانیای کبیر                                                                                            |
| مجموع                                                                      | ۲۴          | |

## زنان
| روش گزینشی                                                         | محل برگزاری | گزینش‌شده |
| ------------------------------------------------------------------ | ----------- | --- |
| رده‌بندی جهانی اف‌آی‌وی‌بی برای والیبال ساحلی (تا ۱۷ جون ۲۰۱۲)         | ۱۶          | برزیل · چین · آمریکا · برزیل · آمریکا · هلند · ایتالیا · آلمان · جمهوری چک · اسپانیا · آلمان · سوئیس · اتریش · استرالیا · جمهوری چک · یونان |
| مسابقات قهرمانی والیبال ساحلی قاره‌ایی۲۰۱۱–۱۲                       | ۵           | موریس (آفریقا) آزژانتین (آمریکای جنوبی) روسیه (اروپا) کانادا (آمریکای شمالی) استرالیا (آسیا، اقیانوسیه)                                     |
| قهرمانی جهانی والیبال ساحلی آخرین گزینشی جهانی (۲۶جون- ژوئیه ۲۰۱۲) | ۲           | هلند روسیه |
| کشور میزبان (بریتانیا کبیر)                                        | ۱           | بریتانیای کبیر |
| مجموع                                                              | ۲۴          | |

## خلاصه توزیع مدال‌ها

### جدول مدال‌ها
| بازی‌ها              | طلا | نقره | برنز |
| برزیل               | ۱   | ۲    | ۱    |
| ایالات متحده آمریکا | ۱   | ۲    | ۰    |
| روسیه               | ۱   | ۰    | ۰    |
| آلمان               | ۱   | ۰    | ۰    |
| ایتالیا             | ۰   | ۰    | ۱    |
| ژاپن                | ۰   | ۰    | ۱    |
| لتونی               | ۰   | ۰    | ۱    |
| مجموع               | ۴   | ۴    | ۴    |

| رویداد          | طلا                                     | نقره                             | برنز                                  |
| مردان داخل سالن | روسیه (RUS)                             | برزیل (BRA)                      | ایتالیا (ITA)                         |
| زنان داخل سالن  | برزیل (BRA)                             | ایالات متحده آمریکا (USA)        | ژاپن (JPN)                            |
| ساحلی مردان     | جولیوس برینک – جوناس رکرمن (GER)        | آلیسون کروتی – امانوئل رگو (BRA) | مارتینز چلاونیس – جانیس سمدینس (LAT)  |
| ساحلی زنان      | میستی می ترینور - کری والش جنینگز (USA) | جنیفر کسی - آوریل رز (USA)       | جولیانا فلسبرتا – لاریسا فرانسا (BRA) |